# Cromatografia líquida de alta eficiência
A cromatografia líquida de alta eficiência (CLAE; em inglês: High performance liquid chromatography, HPLC) é um método de separação de compostos químicos em solução, a qual é utilizada na química analítica para identificar e quantificar cada componente em uma mistura. Esta técnica consiste no bombeamento de um solvente líquido pressurizado contendo uma mistura que passa através de uma coluna preenchida com algum material sorvente. Cada componente da amostra interage de forma diferenciada com o material sorvente, gerando diferentes velocidades para cada componente e levando à separação conforme eles percorrem a coluna.
A cromatografia líquida foi definida no início de 1900 pelo botânico russo Mikhail S. Tswett. Considerado o pai da cromatografia, Tswett publicou o primeiro artigo de cromatografia líquida, no qual ele descreveu a separação de compostos (pigmentos de folhas) extraídos de plantas, utilizando solvente em uma coluna empacotada com partículas de carbonato de cálcio. No período entre 1906 e 1952 houve alguns avanços importantes, como por exemplo o surgimento da técnica de cromatografia planar, onde um papel é usado como suporte. No entanto, em 1950 foi introduzido como alternativa a camada fina de sílica, que posteriormente ficou conhecida como cromatografia de camada delgada (CCD). O avanço da cromatografia em coluna foi por volta de 1940 com Martin e Synge, vencedores do prêmio Nobel, descreveram um modelo para a cromatografia líquida-líquida (ou de partição). A cromatografia líquida moderna foi desenvolvida a partir de 1970, se diferenciando da cromatografia em coluna (atualmente denominada cromatografia líquida clássica) e se aperfeiçoando até chegar no que atualmente é conhecido como cromatografia líquida de alta eficiência.
O HPLC é capaz de separar uma grande quantidade de compostos em diversos tipos de amostra no espaço de tempo de alguns minutos, exibindo alta resolução e detectabilidade.

## Princípios gerais da cromatografia
O princípio básico da cromatografia é a separação de misturas, no qual os componentes a serem separados são distribuídos entre duas fases, uma fase estacionária e uma fase móvel, como mostrado na figura 1.
Entre os diferentes tipos de cromatografia, a cromatografia líquida de alta eficiência tem sido amplamente utilizada como uma ferramenta na bioquímica e análise de separação, identificação e quantificação de compostos ativos. Um esquema simplificado de CLAE está descrito na figura 2.
Os principais componentes da cromatografia líquida são: a bomba, que movimenta a fase móvel e a amostra através da coluna; uma coluna, que contêm a fase estacionária, geralmente formada por partículas de sílica, porosas, esféricas e diâmetro em torno de 35 μm, e um detector que mostra os tempos de retenção das moléculas, sendo que o tempo de retenção varia de acordo com as interações da amostra com as fases estacionária e móvel.

## Parâmetros cromatográficos

### Tempo de retenção
O tempo de retenção ({\displaystyle t_{R}}) é o tempo gasto por um componente desde a sua injeção até a sua detecção na saída do sistema. O tempo de retenção engloba todo o tempo que um componente fica no sistema cromatográfico, seja diluído na fase móvel, seja retido na fase estacionária. A Figura 3 ilustra um cromatograma típico. O tempo indicado no primeiro sinal do cromatograma indica o tempo gasto pelas moléculas da fase móvel para atravessar a coluna e atingir o detector. Esse tempo é chamado de tempo morto ({\displaystyle t_{M}}), e normalmente é determinado por algum composto ou impureza presente na mistura em análise que não é retido pela fase estacionária. Para a determinação dos tempos de retenção corrigidos ({\displaystyle t'_{R}}) é necessário conhecer o tempo morto, uma vez que a correção é feita simplesmente descontando o seu valor do valor do tempo de retenção.

### Fator de retenção ou capacidade
O fator de retenção é a medida da capacidade da coluna em reter um componente da amostra, ou seja, é a medida de retenção na fase estacionária. O fator de retenção é dada pela equação abaixo:
{\displaystyle k={\frac {t_{R}-t_{M}}{t_{M}}}}
onde,
- {\displaystyle k} é o fator de retenção;
- {\displaystyle {t_{R}}} é o tempo de retenção;
- {\displaystyle {t_{M}}} é o tempo morto.

### Coeficiente de separação ou seletividade
O coeficiente de separação ({\displaystyle \alpha }) é calculado pela razão entre os fatores de capacidade ({\displaystyle k'}) de dois compostos que resultem em picos adjacentes no cromatograma. Por definição a seletividade é sempre maior que 1, e pode ser calculada pela equação abaixo:
{\displaystyle \alpha ={\frac {k'_{B}}{k'_{A}}}={\frac {t_{rB}-t_{M}}{t_{rA}-t_{M}}}}
onde,
- {\displaystyle \alpha } é o fator de capacidade;
- {\displaystyle k'_{B}} é o fator de capacidade do composto B;
- {\displaystyle k'_{A}} é o fator de capacidade do composto A;
- {\displaystyle t_{rB}} é o tempo de retenção do composto B;
- {\displaystyle t_{rA}} é o tempo de retenção do composto A;
- {\displaystyle t_{M}} é o tempo morto.

### Eficiência
Para estimar a eficiência de uma coluna cromatográfica é possível usar dois termos que estão relacionados entre si: o número de pratos teóricos ({\displaystyle N}) e a altura equivalente a um prato teórico ({\displaystyle H}), que se relacionam pela equação a seguir:
{\displaystyle N={\frac {L}{H}}}
onde,
- L é o comprimento da coluna cromatográfica.

A altura equivalente de um prato teórico é utilizada para comparar a eficiência entre colunas de diferentes comprimentos. Quanto menor a altura do prato teórico, maior será a eficiência da coluna.

### Resolução
Para determinar a resolução entre duas bandas, consideram-se as larguras das bandas ({\displaystyle w}) assim como seus respectivos tempos de retenção, de acordo com a equação a seguir:
{\displaystyle R_{s}={\frac {2(t_{rB}-t_{rA})}{W_{A}+W_{B}}}}
Embora os parâmetros citados acima sejam importantes, a separação de substâncias não depende somente deles. O alargamento das bandas, assim como a eficiência e a seletividade influenciam em uma boa resolução. Pode-se resumir a resolução como um relação complexa entre a eficiência ({\displaystyle N}), seletividade ({\displaystyle \alpha }) e a retenção ({\displaystyle k}):
{\displaystyle R_{s}={\frac {\sqrt {N}}{4}}{\frac {\alpha -1}{\alpha }}{\frac {k}{k+1}}}

### Alargamento de banda
Uma baixa eficiência de separação pode ser explicada pelo alargamento da banda de um composto. Há muitas razões que contribuem para o alargamento da banda, os fatores intrínsecos podem ser explicados pela equação de van Deemter.
{\displaystyle H=A+{\frac {B}{u}}+Cu}
onde,
- A é a difusão turbulenta (difusão de eddy);
- B é a difusão longitudinal;
- C é o desequilíbrio local ou resistência à transferência de massa.

A equação de van Deemter é a equação fundamental para a descrição da performance de uma coluna, e mostra a relação da altura equivalente de um prato teórico, com a velocidade da fase móvel, {\displaystyle u}.
 
A difusão por turbilhonamento (A) é consequência dos diversos caminhos que as moléculas da amostra podem percorrer através da coluna. A difusão de três moléculas são mostradas na figura 4. Todas as três começam na mesma posição inicial, mas elas tendem a seguir caminhos diferentes ao longo da coluna empacotada. Devido ao fluxo constante da fase móvel, as três moléculas chegam com tempos diferentes e consequentemente se separando. A molécula que pegou o caminho direto (molécula 3) termina na parte da frente da banda, por exemplo. Esse termo da equação pode ser minimizado usando-se colunas de tamanho reduzido, com diâmetros internos menores, com enchimentos eficientes e partículas uniformes.

O termo B, difusão longitudinal, se refere a difusão do soluto na fase móvel. Se a amostra permanece por um determinado período dentro da coluna, ela tenderá a se difundir em todas as direções — da mesma forma como um cubo de açúcar ao se dissolver no café sem agitar (figura 5). Uma forma de minimizar este efeito é empregando-se altas velocidades lineares de fase móvel.
A resistência à transferência de massa, termo C, se refere ao processo de movimentação da amostra dentro e fora da fase estacionária e da fase móvel. Conforme a transferência de massas for mais rápida, melhor é a eficiência. Este processo pode ser melhorado pelo uso de camada mais finas de fase estacionárias, partículas menores, fases móveis de baixa viscosidade, assim como altas temperaturas.

## Detectores de HPLC
O detector cromatográfico é um dispositivo conectado logo após a coluna cromatográfica que quando em contato com os analitos presentes no eluente, emite sinais elétricos que são registrados na forma de picos. Através deste registro, podem-se obter dados qualitativos e quantitativos sobre os analitos presentes na amostra.
Existem vários tipos de detectores, sendo que a escolha dependerá fortemente das características químicas ou físicas das espécies a serem detectadas. Os detectores de HPLC devem possuir várias características, dentre as quais pode se mencionar: alta sensibilidade, seletividade, linearidade (correspondente a aumento da concentração do analito), pouco sensível às variações de temperatura e fluxo, preciso e com reprodutibilidade.
O primeiro detector considerado na cromatografia líquida foi o olho humano, que através dos experimentos clássicos utilizando uma coluna de vidro, permitiu-se separar os compostos de colorações diferentes. Os primeiros detectores comerciais utilizados em um sistema de HPLC foram os detectores de índice de refração e de condutividade elétrica, entretanto, com a introdução do detector de ultra-violeta ampliaram-se as possibilidades de uso da cromatografia líquida na química analítica.  

### Detectores de UV-visível
São os detectores mais utilizados em HPLC, pois apresentam o custo mais baixo, aceitam o uso de gradiente e geralmente não são afetados por pequenas mudanças de fluxo e temperatura. Consiste em um espectrofotômetro que mede a absorção de luz dos compostos, em certo comprimento de onda, compreendido entre as regiões visível e ultravioleta do espectro eletromagnético.
O princípio da detecção por UV-vis pode ser definido através da concentração do analito relacionada à fração da luz transmitida pela célula do detector pela lei de Beer-Lambert, onde:
A = Log (I0 / I ) = b.c. ε
Onde:
A - Absorbância ;
I0 - Intensidade da incidência de luz;
ε - Absortividade molar da substância;
b -Comprimento do percurso da célula do detector (cm) ;
c- Concentração da amostra em mols/L.
A absorvidade molar para um grande número de compostos pode ser encontrado na literatura. A absorbância geralmente é proporcional à concentração da amostra.
A configuração de um detector de UV-vis de comprimento de onda fixo  pode ser representada pela seguinte figura 1:

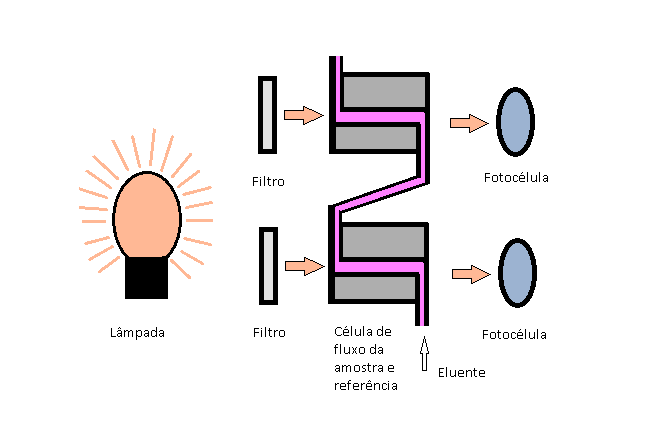
figura 1 - detector
de UV-vis de comprimento de onda fixo

A lâmpada, também chamada de fonte luminosa, pode ser de tungstênio, deutério, mercúrio, zinco, cádmio, xenônio ou outros, que será aplicada de acordo com a configuração do detector e comprimento de onda desejado.
As configurações mais comuns dos detectores de UV-vis são: Detector de comprimento de onda fixo, detector de comprimento de onda variável e detector de rede de diodos (diode array).  Este último permite determinar os espectros das substâncias presentes da amostra no eluente com diferentes comprimentos de onda durante a análise cromatográfica.
A detecção por UV-vis é geralmente aplicada em compostos cujas moléculas possuam algumas características para a absorção na região de UV-vis. Abaixo segue tabela com os grupos principais que compõe os analitos analisados:  
| Tabela 1 - PRINCIPAIS GRUPOS QUE ABSORVEM NA REGIÃO DE UV-Vis    |
| ---------------------------------------------------------------- |
| Ligação dupla adjacente a um átomo com um par de elétrons livres |
| Bromo, iodo ou enxofre                                           |
| Grupo carbonila (C=O )                                           |
| Grupo nitro ( NO2 )                                              |
| Duas ligações duplas conjugadas                                  |
| Anel aromático                                                   |
| Íons inorgânicos: Brometo,iodeto, nitrito, nitrato               |

```
A intensidade da absorção da 
molécula dependerá dos grupos presentes e da influência que eles podem exercer sobre os outros grupos presentes.
```

### Detector de Fluorescência
São sensíveis, seletivos e com alta especificidade entre os detectores de HPLC. A sensibilidade deste tipo de detector pode ser de 10 a 1000 vezes mais que os detectores de UV-vis.  O funcionamento do detector de fluorescência consiste em uma lâmpada de excitação  (de espectro de bandas ou contínuo) seguida por um filtro  ou uma rede de difração, incidindo o feixe luminoso sobre a célula da amostra e excitando a mesma, originando a emissão de um feixe de luz ao retornar ao estado fundamental, o qual é em seguida dirigido a um filtro ou monocromador, que seleciona o comprimento de onda emitido, fazendo-o incidir no  fotodetector. Aplica-se em análises de HPAs, aminoácidos, esteroides, vitaminas e aditivos, corantes alimentares.

### Detector de índice de refração (RI - Refrative index)
Também chamado de refratômetro diferencial, é conhecido como detector universal por apresentarem resposta para qualquer espécie de amostra. A análise baseia-se na mudança do índice de refração do eluente por causa dos componentes da amostra. Quanto maior a diferença do índice de refração da fase móvel e o componente da amostra, mais intenso é o sinal. Há três tipos de sistema óptico utilizados nos detectores de índice de refração: Fresnel, Deflexão e interferômetro.
 A figura 2 demostra a configuração típica de um detector de índice de refração.

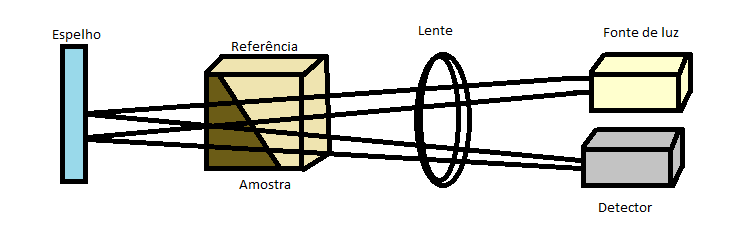
figura 2 -configuração
típica de um detector de índice de refração

Este detector possui as seguintes características:
 - Versatilidade, pois detecta todos os solutos;
-Moderada sensibilidade, sendo o detector de UV 1000vezes mais sensíveis, assim não recomendável para análise de traços;
-Sensível a qualquer alteração de temperatura alterando a resposta do detector.
 -Fácil de operar;
- Pouco recomendável realizar gradiente;
- Não é destrutivo.
Os detectores de índice de refração são empregados quando outros disponíveis não correspondem aos compostos de interesse e a sensibilidade não for muito importante, em separações preparativas e nas análises de macromoléculas em cromatografia de exclusão por tamanho.

### Detector eletroquímico (amperométrico)
A detecção é feita através da oxidação ou redução de compostos em célula de fluxo a partir dos eletrodos de trabalho e de referência na presença de um potencial elétrico. Pode apresentar um limite de detecção extremamente baixo e muito utilizado em análises de traços de compostos orgânicos com grande seletividade.

### Detector condutimétrico
Aplicado em cromatografia Iônica, estes detectores tem alta sensibilidade e seletividade.  A medição é realizada através da medida da condutividade total (eluente e componentes da amostra) com uma célula contendo entre dois a seis eletrodos de Ag, Pt ou aço inoxidável. Em alguns métodos, pode ser necessário o supressor, um artificio utilizado para reduzir os interferentes da fase móvel na medição. O detector condutimétrico é utilizado principalmente para determinação de cátions, ânions, metais, sulfactantes e ácidos orgânicos.

### Espectrômetro de massas
Introduzido inicialmente em sistemas de HPLC com métodos bioanalíticos na determinação de fármacos em plasma e urina, os detectores de espectrômetro de massa para HPLC são muito utilizados em pesquisas e desenvolvimento permitindo a informação estrutural de compostos e a identificação de componentes desconhecidos presentes em amostras através da determinação de massa, carga  e estrutura proveniente da forma ionizada dos componentes . Possui alta sensibilidade e aplicável a diversos analitos. O avanço nas formas de nebulização para vaporização da amostra, minimizando os efeitos do eluente, permitiu uma ampla aplicação do espectrômetro de massas na cromatografia líquida, antes mais restrita a detecção por cromatografia gasosa para análise de compostos voláteis.
  Os sistemas de HPLC-MS e HPLC- MS/ MS dispõe de dispositivos
acoplados ao sistema para viabilizar a vaporização do eluente + compostos para pesquisa dos espectros/massa. Os mais comuns são ionização eletronebulização (ESI- electrospray ionization) e ionização química em pressão atmosférica (APCI - atmospheric pressure chemical ionization).
Além dos detectores citados, há muitos outros detectores para HPLC com diversas aplicações, específicos ou não, entre eles:
- Detectores de radiotividade;
- Detectores de quimioluminescência de nitrogênio;
- Detectores quirais;
- Detectores de espalhamento de luz (light-scattering).

## Bombas
A bomba é sem dúvida um dos mecanismos mais importantes para
o sistema de cromatografia liquida, sem ela não é possível movimentar o
solvente e os analitos pelo sistema da coluna até o detector. Um mecanismo de bomba de fluido funciona de maneira a fornecer um fluxo uniforme de para o sistema, devendo ser de forma constante, uniforme e na pressão mais adequada para cada situação e característica de equipamento. Essas características garantem a qualidade, rapidez e eficiência da analise a ser realizada. Além disso precisam ter resistência e ao mesmo tempo devem ser capazes de proporcionar características de fluxo reprodutíveis corrida após corrida. Em operações normais nas análises de HPLC, a pressão analítica pode variar entre 2000 e 5000 psi, mas em aplicações em UHPLC pode variar entre 15000 e 18000 psi (SNYDER. 2000).
O tipo mais comum de bomba utiliza uma câmara com um pistão no seu interior e são de longe, as mais utilizadas em praticamente 100% dos equipamentos comerciais de HPLC. O pistão tem ciclos que enchem e esvaziam a câmara em conjunto da ação de mecanismos de válvula localizados na entrada e na saída da câmara. O movimento causa reciprocidade do êmbolo no interior da câmara transportando o solvente por meio de um movimento alternado de um êmbolo numa câmara hidráulica. No curso de retorno o solvente é aspirado e é empurrado à coluna no curso de avanço. As taxas de fluxo podem ser definidas ajustando o volume deslocado em cada curso. Pistões duplos e triplos consistem em unidades idênticas e que operam a altas pressões e evitam a variação da pressão de acordo com a fase do ciclo, enquanto um pistão estiver em um ciclo de enchimento o outro está no ciclo de esvaziamento. O que garante uma alta pressão e torna possível manter a taxa de fluxo constante. No entanto é necessário um sistema de amortecimento para posterior eliminação de impulsos de pressão. Para produzir bons cromatogramas, é desejável ter uma taxa de bombeamento de fluxo tão constante quanto possível. (SNYDER; ASHRAF-KHORASSANI. 1995)
As linhas de entrada e de saída são ligadas à câmara do pistão. Existem duas válvulas de retenção ligadas à parte mais superior da bomba uma na linha de entrada e outra na linha de saída, sendo elas de mecanismo operado por esfera. A válvula permite o fluxo de entrada a partir da linha de entrada para a câmara do pistão, mas não no sentido inverso. A válvula de saída permite que o fluxo a partir da câmara para a linha de saída, mas não no sentido inverso. O motor move repetidamente o pistão pelo curso da câmara, em fases de expansão e compressão. Quando o pistão se move para fora, é criado um vácuo, é criada baixa pressão na câmara que faz com que o líquido entre e encha a câmara através da válvula de retenção de entrada, mas maior pressão na saída faz com que a válvula de saída se feche. Em seguida, quando o pistão se move para dentro, que pressuriza o líquido dentro da câmara a alta pressão na câmara faz com que a válvula de entrada se feche e obriga a válvula de saída a abrir, empurrando o líquido para fora na linha de saída. Estes cursos de sucção e descarga alternadas são repetidos constantemente para movimentar o liquido (SNYDER, 2000. MENDICHI, 1998).
Para garantir resistência ao desgaste mecânico e resistência química a solventes os pistões são feitos de safira artificial e as válvulas de retenção são de rubi para as esferas e safira para a sede das válvulas.
Uma bomba ideal deve ter as seguintes características:
- Compatibilidade com o solvente e resistência à corrosão
- Fluxo constante e independente da pressão de retorno
- Facilidade na substituição de peças desgastadas
- Baixo volume morto para evitar ou minimizar os problemas quando é trocado o solvente

## Colunas
A
coluna é um componente chave para o funcionamento de um Cromatógrafo Líquido de
Alta Eficiência. A Eficácia de uma análise cromatográfica depende,
fundamentalmente, da coluna selecionada conforme a natureza das substâncias a
serem determinadas.

### Tipos de Colunas
Em
um CLAE podem ser utilizados três tipos de coluna: coluna de saturação, ou
pré-coluna, coluna guarda e a coluna de separação.
a)      A coluna de saturação ou pré-coluna é colocada entre a
bomba e o injetor e é empregada para condicionar a fase móvel (FM). A
utilização de uma coluna de saturação visa a proteção da fase estacionária (FE)
da coluna de separação. A FM, estando saturada ao entrar na coluna de separação,
não ataca a FE aumentando seu tempo de uso.
b)      A coluna de guarda é colocada entre o injetor e a
coluna de separação e tem a finalidade de proteger a coluna de separação, aumentando
o seu tempo de uso. Deve ser recheada com a mesma FE ou uma similar à coluna de
separação.
c)      A coluna de separação é parte fundamental da CLAE
sendo responsável pela separação dos componentes presentes na amostra
analisada. A coluna de separação é importante a ponto de o sucesso da análise
depender da escolha adequada da coluna de separação.
As
colunas utilizadas na CLAE geralmente possuem diâmetro variando de 02 a 21 mm.
As colunas de 2 mm são mais comumente empregadas em CLAE de pressão ultraelevada
(também chamados de UHPLC), as colunas de 4-6 mm são empregadas na grande maioria
das aplicações de CLAE e as colunas com diâmetro em torno de 21 mm são utilizadas
na CLAE semi-preparativa.
Os
tubos utilizados costumeiramente são de aço inox, sendo mais resistentes às altas
pressões presentes na CLAE e mais inertes às possíveis oxidações químicas
resultantes do meio. Os tubos de cobre são evitados pela possibilidade de
absorver ou reagir com alguns compostos ou fases móveis, especialmente as
ácidas. Os comprimentos das colunas podem variar de 10-13 cm ou de 25-30 cm (CIENFUEGOS,
2000).
Existe,
ainda, a possibilidade de utilização de colunas feitas com vidro de paredes
grossas, que apresentam o inconveniente de não terem conexão adequada entre o
vidro e o metal que resistam às altas pressões, sem vazamento. A sílica fundida
também tem sido utilizada na confecção de colunas capilares por ter força
mecânica extremamente alta, o que permite o uso de altas pressões, ótima
transparência na região de UV e de fluorescência e boa flexibilidade,
facilitando a conexão coluna-injetor e coluna-detector (COLLINs et al, 2006).
A
escolha da coluna é feita em função da sua capacidade, que pode ser determinada
por suas dimensões, comprimento e diâmetro interno e pelo material de recheio.
A seguir será apresentada uma tabela de classificação das colunas de separação
em função dos parâmetros dimensionais.
| Nome                          | Comprimento (cm) | Diâmetro interno (mm) | Vazão (µL min-1) | Tamanho de partícula (µm) |
| ----------------------------- | ---------------- | --------------------- | ---------------- | ------------------------- |
| Colunas rápidas               | 3-10             | 2-6                   | 1.000-5.000      | 3                         |
| Convencional ou analítica     | 5-30             | 2-6                   | 1.000-3.000      | 3;5;10                    |
| Small bore ou microbore       | 10-100           | 1-2                   | 5-200            | 1;3;5                     |
| Capilar recheada              | 20-200           | 0,1-0,5               | 0,1-20           | 1;3                       |
| Capilar semipermeável         | 100-10.000       | 0,02-0,1              | 0,1-2            | 1;3                       |
| Capilar aberto ou tubo aberto | 100-10.000       | 0,01-0,075            | 0,05-2           | *                         |
| Preparativa                   | ≥ 20             | ≥ 10                  | ≥ 1.000          | ≥ 10                      |

* filme líquido ligado
nas paredes  
 Enchimento das Colunas (recheio da coluna)
 O
material mais utilizado como base para as colunas cromatográficas é a sílica.
Algumas propriedades justificam sua utilização, como a pureza, ausência de íons
metálicos; formato das partículas, esférico ou irregular; tamanho das partículas;
e distribuição do tamanho das partículas.
O
tamanho da partícula tem relação direta com a eficiência da coluna na CLAE. Quanto
menores as partículas do recheio da coluna, maior a pressão da coluna no
sistema. Da mesma forma, quanto menores as partículas do recheio da coluna,
mais finos serão os picos e melhor será a separação. A figura apresentada a
seguir demonstra a relação do tamanho da partícula utilizada no recheio da
coluna com a eficiência cromatográfica (H – altura equivalente do prato
teórico) (LAKE, 2015). A figura relaciona H com a velocidade linear do fluxo cromatográfico
em diferentes diâmetros de partícula, havendo menor dependência de H vs u para
partículas menores.
Além
da redução do tamanho das partículas de enchimento a redução do diâmetro
interno da coluna também aumenta a eficiência do sistema. Devido a essa
tendência recentemente tem sido desenvolvidas colunas com diâmetros cada vez
mais reduzidos, surgindo as nanocolunas, que tem gerado uma nova designação
para a CLAE, "Nano LC". As colunas comumente utilizadas nessa categoria nano têm
diâmetro interno em torno de 75µm. As colunas de Nano LC requerem fluxos muito
baixos (em torno de 500nL/min), tempos de análise elevados, separação de
amostras bastante complexas e ganho de sensibilidade.

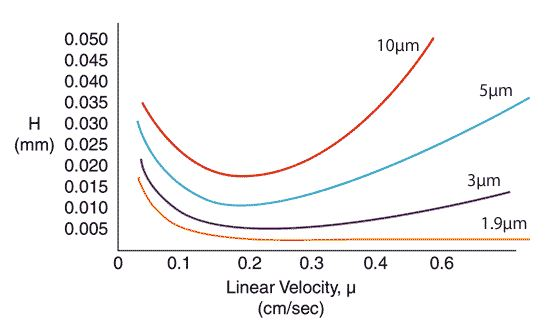
Figura 6: Eficiência cromatográfica em função do tamanho da partícula (LAKE, 2015).

### Cuidados Especiais com as Colunas
Alguns
cuidados devem ser tomados no uso, manutenção e armazenamento de uma coluna
cromatográfica a fim de aumentar sua
vida útil e melhorar alguns parâmetros como, reprodutibilidade do tempo de
retenção, resolução, tempo de estabilização, dentre outros (CIENFUEGOS, 2000).
1)      Utilização de pré-coluna;
2)      Limpeza da coluna: realizar periodicamente, a fim de
restaurar ou ativar a fase estacionária.
3)      Uso: controlar histórico com registros contendo as
datas de utilização e as soluções e analitos analisados.
4)      Guardar a coluna: quando não instalada a coluna deve
ser guardada adequadamente, em sua embalagem de origem e com as extremidades
vedadas com as tampas de proteção para evitar perda de sua fase móvel ou
contaminações;
5)      Sentido: deve-se ter um cuidado especial para que não
seja invertido o sentido de injeção realizado em sua primeira utilização;
6)      Choques: as colunas não devem sofrer choques mecânicos
para evitar desestabilização das fases estacionária e móvel no seu interior;
7)      Filtração e pureza da fase móvel: deve-se utilizar
soluções rigorosamente filtradas para não prejudicar a eficiência da coluna. Os
solventes utilizados devem ter pureza cromatográfica;
8)      pH: respeitar as faixas de pH recomendadas pelo
fabricante da coluna. Evitar faixas extremas de pH, < 2 ou > 8;
9)      Precipitações: evitar precipitações avaliando as
características das amostras a serem analisadas e escolher fase móvel adequada
para que não ocorra problemas de precipitação.